# اوبرلاشاید
اوبرلاشاید (به آلمانی: Oberlascheid) یک شهر در آلمان است که در بیتبورگ-پروم واقع شده‌است.